# Jochen Hecht
Jochen Thomas Hecht (ur. 21 czerwca 1977 w Mannheim) – niemiecki hokeista, reprezentant Niemiec, trzykrotny olimpijczyk.

## Kariera
- Adler Mannheim (1994-1998)
- Worcester IceCats (1998-1999)
- St. Louis Blues (1999-2001)
- Edmonton Oilers (2001-2002)
- Buffalo Sabres (2002-2004)
- Adler Mannheim (2004-2005)
- Buffalo Sabres (2005-2012)
- Adler Mannheim (2012)
- Buffalo Sabres (2012-2013)
- Adler Mannheim (2013-2016)

Wychowanek klubu Adler w rodzinnym mieście. W jego barwach pierwotnie grał w lidze DEL do 1998. W międzyczasie w drafcie NHL z 1995 został wybrany przez St. Louis Blues. Do USA wyjechał w 1998, początkowo grał w lidze AHL, a od 1999 w barwach Szabel z Buffalo w NHL grał przez trzy sezony, następnie rok w kanadyjskim Edmonton, a od 2002 przez 10 sezonów w Buffalo Sabres. Łącznie rozegrał w NHL 14 sezonów, w których wystąpił w 883 spotkaniach, a w nich uzyskał 495 punktów za 200 goli i 295 asyst. Od kwietnia 2013 ponownie zawodnik Adler Mannheim, związany dwuletnim kontraktem. W lipcu 2016 ogłosił zakończenie kariery zawodniczej.
Uczestniczył w turniejach Pucharu Świata 1996, 2004, mistrzostw świata w 1996, 1997, 1998, 2004, 2005, 2009 oraz zimowych igrzysk olimpijskich 1998, 2002 i 2010. Z gry w reprezentacji zrezygnował w 2011.

## Sukcesy
Reprezentacyjne
- Srebrny medal mistrzostw Europy juniorów do lat 18: 1995

Klubowe
- Złoty medal mistrzostw Niemiec: 1997, 1998, 2015 z Adler Mannheim
- Srebrny medal mistrzostw Niemiec: 2005 z Adler Mannheim
- Mistrzostwo dywizji NHL: 2000 z St. Louis Blues, 2007, 2010 z Buffalo Sabres
- Presidents’ Trophy: 2000 z St. Louis Blues, 2007 z Buffalo Sabres

Indywidualne
- Mistrzostwa Europy juniorów do lat 18 w hokeju na lodzie 1994:
  - Pierwsze miejsce w klasyfikacji strzelców turnieju: 6 goli[3]
- Mistrzostwa Europy juniorów do lat 18 w hokeju na lodzie 1995:
  - Skład gwiazd turnieju[4]
- AHL 1998/1999:
  - Najlepszy zawodnik tygodnia – 4 kwietnia 1999
- DEL (2014/2015):
  - Drugie miejsce w klasyfikacji asystentów w fazie play-off: 12 asyst
  - Czwarte miejsce w klasyfikacji kanadyjskiej w fazie play-off: 15 punktów[5]
  - Najbardziej Wartościowy Zawodnik (MVP) w fazie play-off[6]